# Население на Афганистан
Населението на Афганистан през 2006 година е 31 056 997 души.

## Възрастов състав
(2006)
- 0-14 години: 44,6 % (мъже 7 095 117 / жени 6 763 759)
- 15-64 години: 53 % (мъже 8 436 716 / жени 8 008 463)
- над 65 години: 2,4 % (мъже 366 642 / жени 386 300)

(2009)
- 0-14 години: 44,5 % (мъже 7 664 670 / жени 7 300 446)
- 15-64 години: 53 % (мъже 9 147 846 / жени 8 679 800)
- над 65 години: 2,4 % (мъже 394 572 / жени 422 603)

## Коефициент на плодовитост
- 2009 – 6,53 (най-висок в Азия и сред най-високите в света)
- 2010 – 5,5

## Етнически състав
(2008)
- 42 % – пущуни
- 27 % – таджики
- 9 % – хазарейци
- 9 % – узбеки
- 4 % – аймаки
- 3 % – туркмени
- 2 % – белуджи
- 4 % – други (пашаи, калаши, нуристанци)

## Езици
- 50 % – персийски
- 35 % – пущунски
- 11 % – тюркски езици
- 4 % – други

## Религия
- 99 % – мюсюлмани
  - 84 % – сунити
  - 15 % – шиити
- 1 % – други